# Famille Chédeville
La famille Chédeville ou, par extension, la famille Chédeville-Hotteterre est une famille de musiciens français. Les principaux représentants furent les trois frères et virtuoses de la musette de cour : Pierre Chédeville (1694-1725), Esprit Philippe Chédeville (1696-1762) et Nicolas Chédeville (1705-1782). La branche familiale des Hotteterre avait auparavant participé avec succès au développement de la musette de cour à Paris en tant que facteur d'instruments.
La famille Chédeville était originaire du sud-est de la Normandie. Le père des trois virtuoses du musette cités, Pierre Chédeville, était originaire de Serez où il exerçait la profession de cultivateur et de marchand de métaux. Il épousa en 1691 Anne Coricon de Anet, elle-même issue de la célèbre famille Hotteterre de La Couture dans la vallée de l'Eure. Son père, le notaire Claude Coricon d'Anet, avait épousé Anne Hotteterre vers 1670. Ses frères Nicolas l'aîné, Louis, Nicolas le cadet et Jean III Hotteterre s'étaient installés à Paris. Ils y acquirent une excellente réputation à la cour du Roy en tant que facteurs d'instruments à vent en bois et hautboïstes. Les mariages de Louis et Nicolas Hotteterre n'eurent pas d'enfants. C'est dans ce contexte qu'ils prirent en charge leurs petits-neveux Chédeville, virtuoses de la musette de Normandie. Ils les firent venir à Paris, leur donnèrent une formation musicale et se retirèrent plus tard de leurs propres postes en leur faveur. Deux autres fils et trois filles sont nés du mariage de Pierre Chédeville et d'Anne Coricon.

## Pour approfondir